# Nikica Valentić
Nikica Valentić (24. listopadu 1950 Gospić – 3. května 2023) byl chorvatský politik.
Od 3. dubna 1993 do 7. listopadu 1995 byl premiérem Chorvatska jako představitel konzervativního Chorvatského demokratického společenství. Byl nejmladším premiérem v novodobé chorvatské historii (42 let v době nástupu do funkce). Jeho hlavním úkolem ve funkci bylo „zkrotit“ inflaci, čehož se pokusil dosáhnout devalvací dináru. Nakonec nechal zavést zcela novou měnu – chorvatskou kunu. Za jeho vlády chorvatská armáda provedla Operaci Bouře, rozhodující a úspěšný manévr v Chorvatské válce za nezávislost.